# 玉川学園
玉川学園（たまがわがくえん）は、東京都町田市の町名。現行行政地名は玉川学園一丁目から八丁目（住居表示区域）。郵便番号は194-0041。町内には学校法人玉川学園がある。

## 地理
町田市の中東部に位置する。東は神奈川県川崎市麻生区岡上と東玉川学園、南は南大谷、西は本町田、北は金井ヶ丘と神奈川県横浜市青葉区奈良町と接している。

### 地価
住宅地の地価は、2014年（平成26年）1月1日の公示地価によれば、玉川学園2-10-4の地点で22万2000円/m2となっている。

## 歴史
元山野地帯を玉川学園が買収して、学園運営と同時に宅地分譲をしたため、その名を地名とした。教育と文化の共同体作りという夢に共感し、移住した人達には学者、文化人が多く、現在も大学教員、漫画家、画家、音楽家等が住民には多い。

### 沿革
- 1967年（昭和42年）7月1日 - 住居表示の実施により、玉川学園一～八丁目を新設。
  - 玉川学園一丁目 - 南大谷の一部より新設。
  - 玉川学園二～四丁目 - 本町田の一部より新設。
  - 玉川学園五～六丁目 - 本町田、金井町のそれぞれ一部より新設。
  - 玉川学園七丁目 - 成瀬の一部より新設。
  - 玉川学園八丁目 - 南大谷の一部より新設。

## 世帯数と人口
2018年（平成30年）1月1日現在の世帯数と人口は以下の通りである。
| 丁目           | 世帯数    | 人口     |
| -------------- | --------- | -------- |
| 玉川学園一丁目 | 1,052世帯 | 2,209人  |
| 玉川学園二丁目 | 842世帯   | 1,622人  |
| 玉川学園三丁目 | 1,077世帯 | 2,298人  |
| 玉川学園四丁目 | 904世帯   | 1,967人  |
| 玉川学園五丁目 | 1,251世帯 | 2,624人  |
| 玉川学園六丁目 | 183世帯   | 381人    |
| 玉川学園七丁目 | 1,268世帯 | 2,778人  |
| 玉川学園八丁目 | 1,261世帯 | 2,614人  |
| 計             | 7,838世帯 | 16,493人 |

## 小・中学校の学区
市立小・中学校に通う場合、学区は以下の通りとなる。
| 丁目           | 番・番地等                                                     | 小学校                 | 中学校               |
| -------------- | -------------------------------------------------------------- | ---------------------- | -------------------- |
| 玉川学園一丁目 | 全域                                                           | 町田市立町田第五小学校 | 町田市立南大谷中学校 |
| 玉川学園二丁目 | 全域                                                           | 町田市立町田第五小学校 | 町田市立南大谷中学校 |
| 玉川学園三丁目 | 全域                                                           | 町田市立町田第五小学校 | 町田市立南大谷中学校 |
| 玉川学園四丁目 | 1～18番 19番1～75号 20～24番                                   | 町田市立町田第五小学校 | 町田市立南大谷中学校 |
| 玉川学園四丁目 | 19番76～84号                                                   | 町田市立金井小学校     | 町田市立金井中学校   |
| 玉川学園五丁目 | 19番28～67号 24番11～42号                                      | 町田市立金井小学校     | 町田市立金井中学校   |
| 玉川学園五丁目 | 1～18番 19番1～27号 20～23番 24番1～10号 24番43～52号 25～28番 | 町田市立町田第五小学校 | 町田市立南大谷中学校 |
| 玉川学園六丁目 | 全域                                                           | 町田市立町田第五小学校 | 町田市立南大谷中学校 |
| 玉川学園七丁目 | 全域                                                           | 町田市立町田第五小学校 | 町田市立南大谷中学校 |
| 玉川学園八丁目 | 全域                                                           | 町田市立南大谷小学校   | 町田市立南大谷中学校 |

## 交通

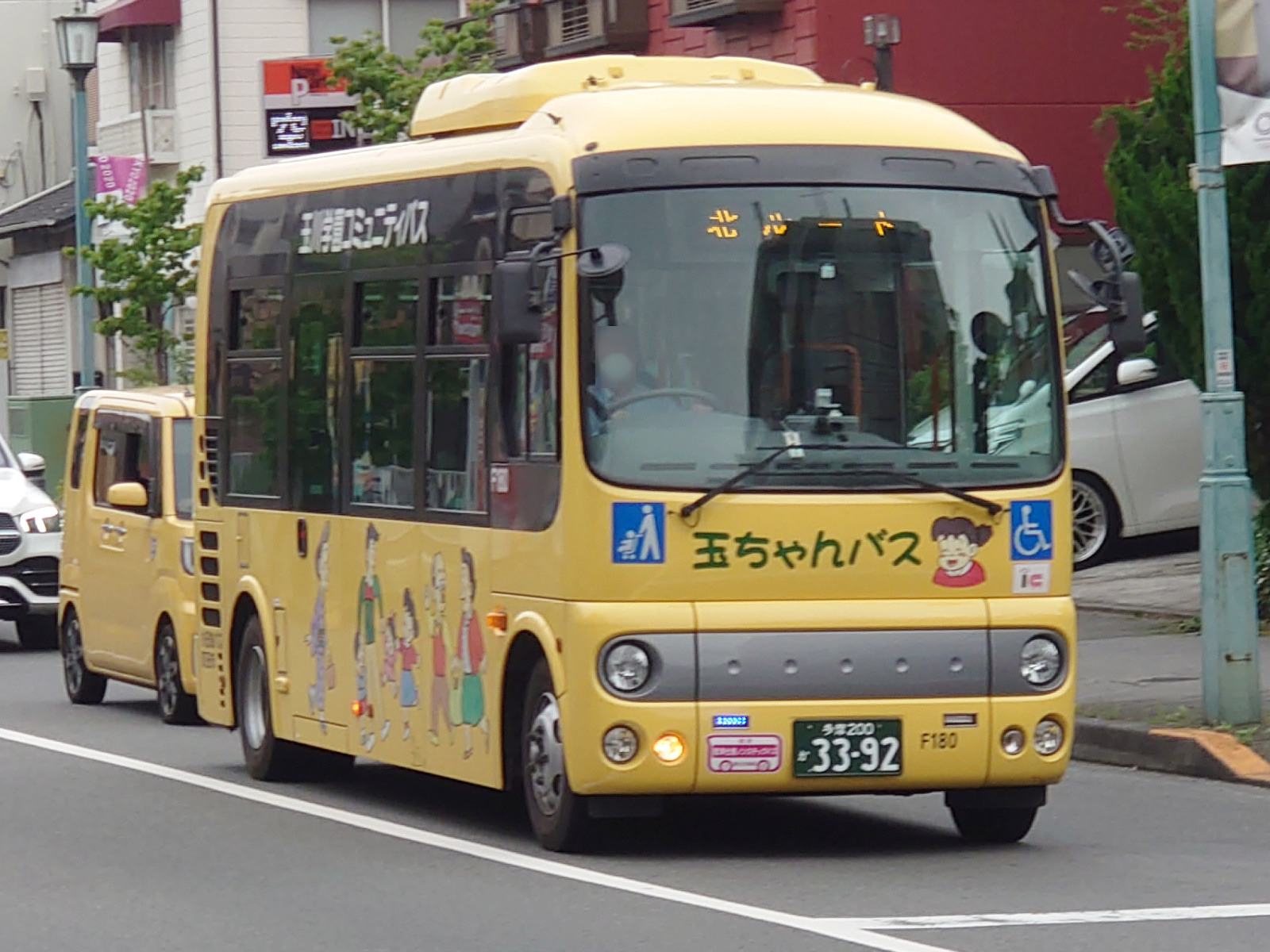
玉川学園コミュニティバス

### 鉄道
小田急電鉄
小田急小田原線　：　玉川学園前駅

### 路線バス
- 玉川学園コミュニティバス（玉ちゃんバス）
- 神奈川中央交通（町03系統）

## 町田市都市計画マスタープラン
町田市が発表したマスタープランでは以下の地区に言及している。

### 玉川学園ゾーン （玉川学園・東玉川学園・金井ヶ丘）

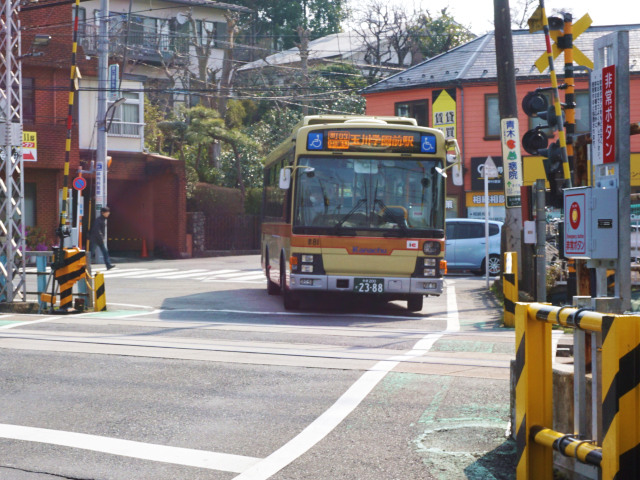
平日2往復のみ町03系統

この地域は昭和初期に玉川学園の開校と共に開発された文教地区である。
この地区は山を切り開き開発したため、急な坂や狭隘路が多く道路整備は進まずバス等の公共交通は未発達。
神奈川中央交通が町田バスセンター行（町03系統）のバス路線を運行中だが、平日2往復のみである。
現在、玉川学園・金井ヶ丘の裏道を通る玉川学園コミュニティバスを運行し、地区内の交通利便性を高める等の施策を実行中。ただし、この路線は金井側の表通り（鶴川街道・団地いちょう通り）は通らない。

### 南大谷ゾーン （南大谷・玉川学園）
公社本町田住宅・都営南大谷アパートを中心としたこの地区は、集合住宅を主体とした住宅地域である。TBSのテレビドラマ『金曜日の妻たちへII 男たちよ、元気かい?』（1984年）のロケもここで行われた。恩田川沿いの環境整備や、中央を通る道路の改良等の整備が進められている。

### 藤の台団地ゾーン （藤の台・玉川学園）
藤の台団地は、1970年代に山崎団地と共に造成された旧公団のマンモス団地である。
自然豊かな地区となっており、春の桜、秋のいちょう並木は見物である。（毎年さくら祭開催・ライトアップ）
ただし、生活面での藤の台団地は、完全に町田駅方面や隣の山崎団地へ依存しており、玉川学園地区への有効な公共交通手段もない事から、玉川学園駅や付近の商店街等を利用する事はほぼない。
特に、町田駅方面のバスは5～10分毎、山崎団地方面へは20分毎に運行されている為、玉川学園よりも利便性が良く、学園側に行く必要もないと言うのが現状である。
また、玉川学園コミュニティバスは、付近を通るものの、町田へ向かうバス通りである鶴川街道や藤の台団地は通らず、住民に知られていない。

### 将来の計画
町田市都市計画マスタープランでは下記の内容を含むものが計画中になっている。
- 地域の骨格となる道路網の整備
- 利便性の高い公共交通手段の検討
- 小田急線複々線化の推進・関係各所への働きかけ
- 安全な歩行者交通の確保
- 公共施設整備

## 残された課題

### 道路整備
地区内の道路は狭隘路が多く、また幅員はあるが急曲線・急勾配がある等交通の面では整備が遅れているが解消する為、以下の路線が都市計画決定されているものの、地区内での事業化には至っていない。
- 町田3・4・32号木曽金森線
  - 境川団地（木曽東）を起点に、町田木曽団地、藤の台団地2街区外周路、玉川学園前駅北側を経由し、東玉川学園、成瀬、金森に抜ける片側1.5車線の半環状道路である。
  - 玉川学園地内で事業化及び供用開始している区間は無く、起点側は本町田の宏善寺手前で、終点側は東玉川学園四丁目バス折返場付近で長らく整備が止まっている。

- 町田3・4・33号森野大蔵線
  - 鶴川街道（都道3号）の重複する金井入口～笹子までの区間と、笹子から随道で玉川学園前駅北口へ抜け、完成区間の南大谷まで接続する計画。
  - 3・4・32号線と同様に、未整備区間の笹子～玉川学園は事業化の目途は立っていない。

- 町田3・4・13号木曽学園線
  - 境川団地北側（木曽東）を起点に、町田山崎団地、町田木曽団地、藤の台団地、木倉を経由し、小田急線境塚隧道北側を抜ける計画だった[7]。
  - 路線名にある通り、玉川学園地内が終点となっていたが、その先の川崎市、横浜市内への接続先が存在せず、事業化の目途も無いことから、2021年1月に鶴川街道交点から町田市境までの区間が計画廃止となった[8]。

この他、既設道路の拡幅事業も進められ、鶴川街道や鎌倉街道等、事業中の路線も存在する。

## 施設
行政
- 玉川学園コミュニティセンター（旧・玉川学園文化センター）
  - 町田市役所 玉川学園駅前連絡所

文化
- 玉川大学教育博物館

教育
- 小学校
  - 町田市立町田第五小学校
  - 玉川学園小学部
- 中学校
  - 玉川学園中学部
- 高等学校
  - 玉川学園高等部
- 大学
  - 玉川大学

商業
- Odakyu OX玉川学園店
- 久美堂玉川学園店
- 小田急マルシェ玉川学園前
  - トモズ小田急マルシェ玉川学園前店
- ココカラファイン 玉川学園前南口店
- スーパー三和玉川学園店

警察

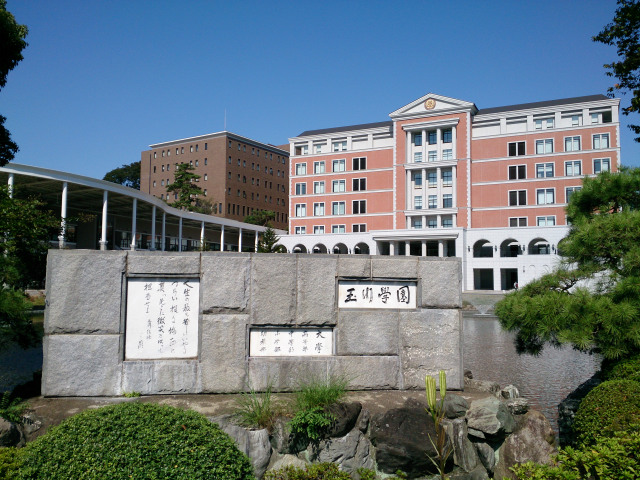
玉川学園

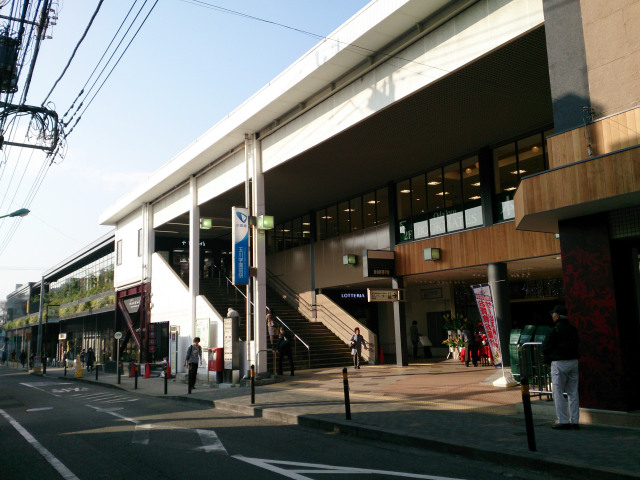
小田急マルシェ玉川学園前と玉川学園前駅南口

- 町田警察署玉川学園駐在所（旧・玉川学園駅前駐在所、2009年10月19日に移転改称）
- 町田警察署玉林台駐在所

郵便局
- 玉川学園前郵便局

金融機関
- きらぼし銀行玉川学園支店
- 城南信用金庫玉川学園支店

神社
- ぬぼこ山本宮

## 出身・縁故著名人
| - 赤川次郎：小説家 - 赤瀬川原平：画家、小説家 - 伊藤彦造：画家 - 東洋：教育心理学者 - 石川セリ：歌手 - 五輪真弓：歌手 - 江戸家猫八 (4代目)：タレント、ものまね - 遠藤周作：小説家 - 大久保宙：音楽家 - 大日方傳：俳優 - 緒方靖夫：参議院議員 - 岡本天明：神道家 - 風間杜夫：俳優 - 柏木由紀子：俳優 - 片岡義男：小説家 - 川平慈英：俳優 | - 向坂逸郎：経済学者 - 子門真人：歌手 - 鈴木史朗：アナウンサー - 高田純次：タレント - 田河水泡：漫画家 - 高見澤邦郎：都市計画学者 - 谷田昌平：文芸評論家 - 富岡多惠子：小説家 - 永田力：画家 - 西村宗：漫画家 - 平野文：声優 - 三浦しをん：小説家 - みつはしちかこ：漫画家 - 森村誠一：小説家 - 森本毅郎：アナウンサー - KYOKO：モデル | - 山田正紀：小説家 - 竜鉄也：歌手 - DAIGO：歌手 - Nao'ymt：音楽家 - 吉田早希：グラビアアイドル - 四方晴美：俳優 - 四方正美：俳優 - 保泉沙耶：舞台女優 - 上原璃奈：タレント - 多岐川華子：女優 - KEATH：読者モデル - 宙美：歌手。伊東ゆかり・佐川満男の一人娘。 - 佐藤麻衣：タレント - MASTERLINK：ミュージシャン |